# Zygota comitans
Zygota comitans är en stekelart som beskrevs av Macek 1997. Zygota comitans ingår i släktet Zygota, och familjen hyllhornsteklar. Arten är reproducerande i Sverige.